# قضية مورهاوس
كانت قضية مورهاوس مواجهة عسكرية بين المملكة المتحدة ومصر بشأن اختطاف وقتل الملازم البريطاني الثاني أنطوني مورهاوس على يد المقاومة المصرية للعدوان الثلاثى في بورسعيد بمصر، بعد انتهاء العمليات العسكرية البريطانية في العدوان الثلاثي على مصر عام 1956.

## سيرة شخصية
أنطوني جيرارد مورهاوس (18 ديسمبر 1935 - 13 ديسمبر 1956)، خريج كلية ستونيهورست، كان ملازمًا ثانيًا في الخدمة الوطنية في الكتيبة الأولى، فوج غرب يوركشاير. يمتلك والده فرانسيس جيرارد مورهاوس شركة لتصنيع المربى في ليدز، يوركشاير، مربى مورهاوس. تمركز مورهاوس في بورسعيد بعد وقف إطلاق النار في 7 نوفمبر 1956.

## اختطاف
في 10 ديسمبر 1956، قاد مورهاوس غارة في بورسعيد على مقر طبيب أسنان مصري واعتقل سبعة من الكوماندوز المصريين. في صباح اليوم التالي، عاد إلى مكان الحادث بمفرده وبدون سلطة عسكرية حيث حاصره حشد من المصريين في جيشه لاند روفر، أخذ أحدهم مسدسه. تم التغلب عليه واقتياده في سيارة مدنية حددتها القوات البريطانية في وقت لاحق.
أمر الفريق هيو ستوكويل، قائد فرقة العمل البريطانية وقائد الفيلق الثاني بالجيش البريطاني، بالبحث من منزل إلى منزل في منطقة مكونة من خمسة مبان ولكل الذكور الذين تزيد أعمارهم عن 15 عامًا تم العثور عليهم هناك ليتم احتجازهم واستجوابهم. لم تنجح عمليات البحث في تحديد مكان الضابط المفقود.
كما بذلت الأمم المتحدة جهودًا للحصول على معلومات عن اختفاء مورهاوس. في 22 ديسمبر 1956، سمح الخاطفون للرائد ويكس، وهو ضابط نرويجي في الأمم المتحدة، برؤية رجل يرتدي زيًا بريطانيًا مدعيًا أنه مورهاوس. بعد المواجهة، أفاد ضابط الأمم المتحدة أن مورهاوس «على قيد الحياة وبصحة جيدة». ومع ذلك، ظل عدم اليقين قائمًا.

## تأكيد الموت
سافر صديق للعائلة وزميل سابق في الجيش للرئيس المصري جمال عبد الناصر، عضو البرلمان البريطاني العقيد سيريل بانكس، إلى القاهرة في محاولة لتحديد مصير الضابط المفقود. عشية عيد الميلاد، 24 ديسمبر / كانون الأول 1956، التقى أخيرًا بالرئيس جمال عبد الناصر الذي أخبره أن مورهاوس قد مات بسبب الاختناق عندما كان محتجزًا في الأسر.
في 31 ديسمبر 1956، تلقى داغ همرشولد، الأمين العام للأمم المتحدة، تقريرًا من الجيش المصري يفيد بأنه بعد أسره، احتُجز مورهاوس بنية مبادلته بالسجناء المصريين. عندما بدأت القوات البريطانية في البحث عنه كان محبوسًا في خزانة معدنية صغيرة؛ عاد آسروه مرة لإطعامه، لكن مع اشتداد البحث، شعروا بعدم الأمان في العودة وبقي لمدة يومين. عندما عادوا أخيرًا، وجدوا أنه ميتًا، على ما يبدو بسبب الاختناق، ودفنوه في المنزل الذي كان محتجزًا فيه.
وبحسب رواية أدلى بها في عام 2006 أحد الخاطفين المصريين، تم القبض على مورهاوس ثم نقله إلى منزل آمن حيث تم تكميمه وتكميمه وتعذيبه وإخفائه تحت الأرض. لم يكن المقصود قط قتله، بل اختطافه كرهينة لتبادل الأسرى المحتجزين لدى البريطانيين في بورسعيد. وتم التأكيد على احتجاز مورهاوس كرهينة بهدف مبادلته بسجناء مصريين. ومع ذلك، فقد تُرك بمفرده وتقييده من قبل خاطفيه لمدة أربعة أيام بسبب حظر التجول والدوريات البريطانية المستمرة، وعندما عادوا وجدوه ميتًا. ثم دفن سرا في مقبرة بورسعيد. في أواخر ديسمبر 1956، عادت البنوك إلى مصر لاستعادة جثة مورهاوس، وطلبت الحكومة البريطانية من الأمم المتحدة والحكومة السويسرية التوسط لاستعادة الجثة لدى السلطات المصرية.
امتثل المصريون لطلب الأمم المتحدة في 2 يناير 1957 وفي 4 يناير 1957، تم نقل جثة مورهاوس جواً إلى نابولي بإيطاليا لتحديد هويتها رسميًا.
في 5 يناير 1957، حدد علماء الأمراض البريطانيون من سكوتلاند يارد الجثة رسميًا على أنها جثة مورهاوس. أعيد الجثمان إلى المملكة المتحدة في 6 يناير 1957.

## النصب التذكاري
تم دفن الملازم مورهاوس مع مرتبة الشرف العسكرية الكاملة في مقبرة لاونسوود في ليدز في 10 يناير 1957 بعد خدمة في كاتدرائية ليدز. تم وضع علامة على ذاكرته باسم الطريق، «مورهاوس كلوز»، في تشستر، تشيشير. تشير لوحة صغيرة إلى «موته البطولي أثناء أزمة السويس» عند المدخل الأيمن لهذا الطريق المسدود.

## التداعيات السياسية والاجتماعية
هذه المأساة «أثارت غضبا حادا في بريطانيا» وأصبحت «رمزا وطنيا للخداع المصري». أدى ذلك إلى انتقادات واسعة النطاق لحكومة أنطوني إيدن من قبل معارضي غزو السويس. عندما خطط سكان بورسعيد لتحويل المنزل الذي احتُجز فيه مورهاوس إلى متحف، ازداد تأجيج الرأي العام البريطاني. كما أثار موت مورهاوس تساؤلات بشأن سلطة الرئيس عبد الناصر وفعالية الأمم المتحدة.

## تصوير في الدراما
كان موت مورهاوس نموذجًا لمصير «ميك رايس» في فيلم جون أوسبورن ذا إنترتينر. كما كان مصدر إلهام لتصوير ليزلي ويليامز، الجندي البريطاني المجند الذي اختطفه الجيش الجمهوري الأيرلندي في مسرحية برندان بيهان الرهينة.